# Shane Barnard
Shane Corey Barnard  (nascido em 14 de janeiro de 1976 é um cantor cristão de louvor e adoração. Ele é conhecido principalmente por seu trabalho com Shane Everett como Shane & Shane. Barnard nasceu em Placerville, Califórnia e frequentou uma universidade do Texas, onde liderou um grupo de jovens músicos cristãos. Foi lá também que ele conheceu Everett. Barnard é conhecido por sua ótima performance no violão e sua voz radiofônica.
Durante o seu tempo como aluno na universidade do Texas Barnard ja tinha em mente fazer uma gravação. Antes de se unir a Everett, Barnard se juntou a seu amigo Caleb Carruth para lançar um álbum, intitulado Salvation Still Remains ele foi lançado em quantidade limitada. Existiram rumores de que Barnard e Carruth gravaram o álbum em dois dias, pelo simples fato de não terem gravado em uma gravadora e terem feito um álbum a partir de suas próprias finanças.Famíla e amigos ajudaram eles nesse processo. Mais tarde a parceria deles veio a acabar,porque eles estvão "traçando caminhos diferentes".
Barnard e casado com a cantora cristã de CCM, Bethany Dillon.

## Discografia
- Salvation Still Remains - 1998 (Shane Barnard & Caleb Carruth)
- Rocks Won't Cry - 1998 (Shane Barnard, Independent)
- Psamls - 2001 (Shane Barnard, Independent)
- Psaml - 2002 (inpop)
- Carry Away 2003 (Inpop)
- Upstairs  2004 (Inpop)
- Clean 2005 (Inpop)
- An Evening With Shane & Shane (CD/DVD) - 2005 (Inpop)
- Bluegrass Sampler (feat. Peasall Sisters) (CD) - 2006 (Inpop)
- Pages (CD) - 2007 (Inpop)
- Glory In The Highest (CD) - 2008 (Inpop)